# Chapelle du Genêteil
La chapelle du Genêteil est le lieu d'exposition du Carré, scène nationale - centre d'art contemporain situé à Château-Gontier, en Mayenne. 

## Historique
Les premières expositions à la chapelle du Genêteil ont débuté en 1997 à l'initiative de l'association Le Carré, alors centre culturel de Château-Gontier (devenu scène nationale en 2002). En 2001, elle accueille la rencontre nationale « Les arts plastiques dans l'aménagement culturel du territoire », organisée en lien avec le ministère de la Culture. 
À la suite d'une inspection de la délégation aux Arts plastiques (DAP) en 2003, la chapelle du Genêteil reçoit le label « centre d'art contemporain ». Le Carré est actuellement l'une des rares scènes nationales, en zone semi-rurale, à posséder un tel centre.
Depuis sa création, le centre est subventionné par la direction régionale des Affaires culturelles (DRAC) des Pays de la Loire (ministère de la Culture et de la Communication), le conseil général de la Mayenne, la communauté de communes du pays de Château-Gontier et la ville de Château-Gontier.

### Le bâtiment
La chapelle du Genêteil est un bâtiment de style roman pur datant du XIIe siècle. Elle a été construite entre 1120 et 1130 par les bénédictins de l'abbaye Saint-Nicolas d'Angers à l'emplacement d'un modeste sanctuaire érigé dans un champ de genêts, d'où le nom « Genêteil ». L'église était sous le vocable de Notre-Dame. Ce n'est qu'à partir de 1750 qu'on lui donne le nom d'église de la Trinité. 
La nef et le transept et le chœur en forme d'abside ont 15 m ; au centre, une voûte en coupole s'éclairait primitivement par des fenêtres maintenant murées. Extérieurement, la façade Ouest, terminée par un pinacle lourd et écrasé, a sa porte et la grande fenêtre à double archivolte encadrées entre deux contreforts divisés dans leur hauteur par des larmiers ou tailloirs saillants. Les angles sont cantonnés de deux contreforts plats comme ceux qui divisent la nef en travées. Les fenêtres, qui ne sont plus les étroites meurtrières du XIe siècle, ont leur archivolte surmontée d'un cordon presque sans ornements. Au XVIe siècle ou au XVIIe siècle, la nef fut séparée du transept et du chœur par une cloison à laquelle s'adossait l'autel de la Trinité. Une cloche existait encore en 1712.
Après de longues contestations entre le principal du collège de Château-Gontier, Gilles Marais, et le curé d'Azé, ce dernier avait obtenu par sentence du conseil du roi, du 23 mars 1749, que l'église fût séparée en deux.
Jusqu'au XIXe siècle, elle est successivement un lieu de culte pour les moines, l'annexe d'un collège communal, un casernement, avant de retrouver son affectation religieuse. Dans les années 1960, des restaurations peu délicates dégradent le bâtiment. Elle est par bonheur sauvée de la démolition en 1973 et classée monument historique en 1980. En 1975, la chapelle a fait l'objet d'une fouille archéologique.

## Le centre d'art contemporain
La nef de la chapelle, de 27 m par 9 m, sert de lieu d'expositions ponctuelles jusqu'en 1996, date à laquelle Le Carré prend en charge une programmation annuelle. 

### Missions
La chapelle du Genêteil a plusieurs missions :
- programmer tout au long de l'année des expositions in situ ;
- favoriser la création contemporaine nationale et internationale en finançant, pour chaque exposition, la production d'œuvres ;
- éditer des catalogues d'exposition ;
- sensibiliser chaque public à l'art contemporain via diverses actions :
  - médiation au sein d’établissements variés (scolaires, hôpitaux…) ;
  - organisation de conférences, de rencontres, d'ateliers et de voyages autour des expositions.

### Programmation
Le centre invite des jeunes artistes, mais aussi des talents reconnus, pour des expositions personnelles ou collectives. Certaines œuvres créées à Château-Gontier se trouvent aujourd'hui dans des collections publiques ou privées.
La chapelle du Genêteil organise environ quatre expositions par an. Son architecture et son histoire inspirent souvent les artistes. Toutes les formes d'art s'y prêtent : peinture, sculpture, son, vidéo, danse, performance, installation, théâtre… « L'architecture dépouillée de la chapelle est avant tout une coquille vide qui se prête parfaitement à nos expériences d'exploration spatiale », écrit[réf. nécessaire] Bertrand Godot, le directeur du lieu.

## Sources
- « Chapelle du Genêteil », dans Alphonse-Victor Angot et Ferdinand Gaugain, Dictionnaire historique, topographique et biographique de la Mayenne, Laval, A. Goupil, 1900-1910 [détail des éditions] (BNF 34106789, présentation en ligne)
- Archives départementales de la Mayenne, Cartulaire du Geneteil ; G. 13; E. 25, p. 2; H. 213. 2.328.
- Archives nationales, P. 237/2; G/8. 1268.
- Cabinet Toisonnier[réf. incomplète].